# Après la réconciliation
Pour plus de détails, voir Fiche technique et Distribution.
Après la réconciliation est un film suisse réalisé par Anne-Marie Miéville, sorti en 2000.

## Synopsis
Deux femmes et deux hommes se rencontrent, se parlent et s'interrogent sur l'usage même de la parole. Ils abordent également des questions fondamentales concernant le bonheur et l'amour.
L'entente amoureuse est-elle conciliable avec la sagesse et l'intelligence, avec la peur et la fatigue ?
Avec humour, gravité et plaisir de l'échange, ces femmes et ces hommes qui connaissent le prix de l'existence cherchent ensemble leur chemin.

## Fiche technique
- Titre : Après la réconciliation
- Réalisation : Anne-Marie Miéville
- Scénario et dialogues : Anne-Marie Miéville
- Photographie : Christophe Beaucarne
- Montage : Anne-Marie Miéville
- Producteur : Ruth Waldburger
- Société de production : Avventura Films, Peripheria, Vega Film, Télévision suisse romande et Canal+

## Distribution
- Claude Perron : Cathos
- Anne-Marie Miéville : La femme
- Jacques Spiesser : Arthur
- Jean-Luc Godard : Robert
- Xavier Marchand : Le roller